# Klausen (Gemeinde Bad Gleichenberg)
Klausen ist eine Ortschaft in der Gemeinde Bad Gleichenberg im österreichischen Bundeslande Steiermark.
Die Streusiedlung liegt nördlich von Bad Gleichenberg in einer Senke des Südoststeirisches Hügellandes und wird von der Bundesstraße Gleichenberger Straße erschlossen. Sie besteht aus zahlreichen freistehenden Gehöften und einigen dichter verbauten Ortsteilen längs der Bundesstraße. Am 1. Jänner 2024 wohnten in Klausen 158 Personen.